# Mathäser

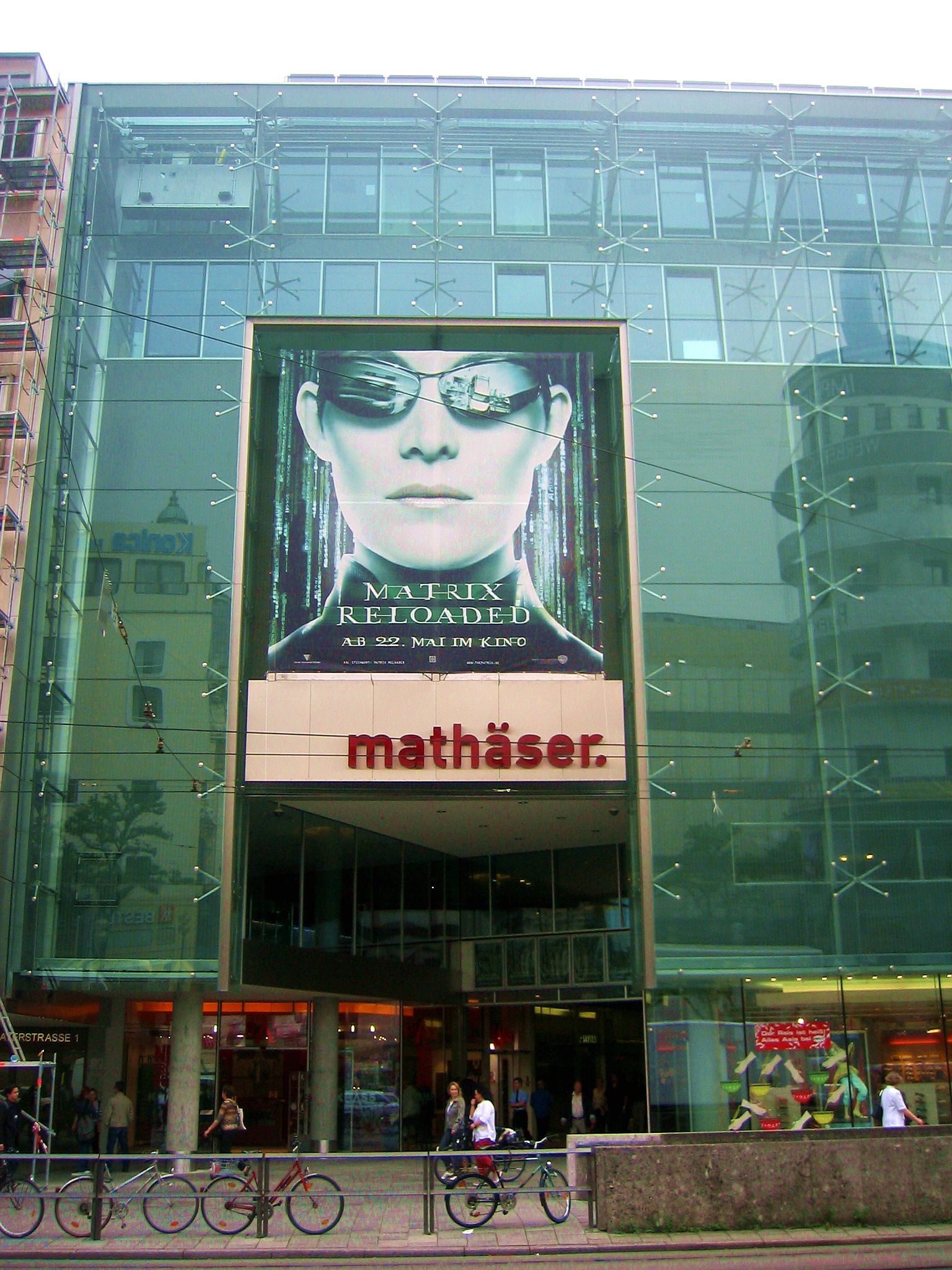
Le Mathäser, mai 2003

Le Mathäser est un ensemble de bâtiments situé dans la rue Bayerstraße, dans le centre de Munich, entre la gare centrale et la place Stachus. Le complexe a abrité pendant des siècles une brasserie, qui fut pendant un moment la plus grande brasserie du monde.

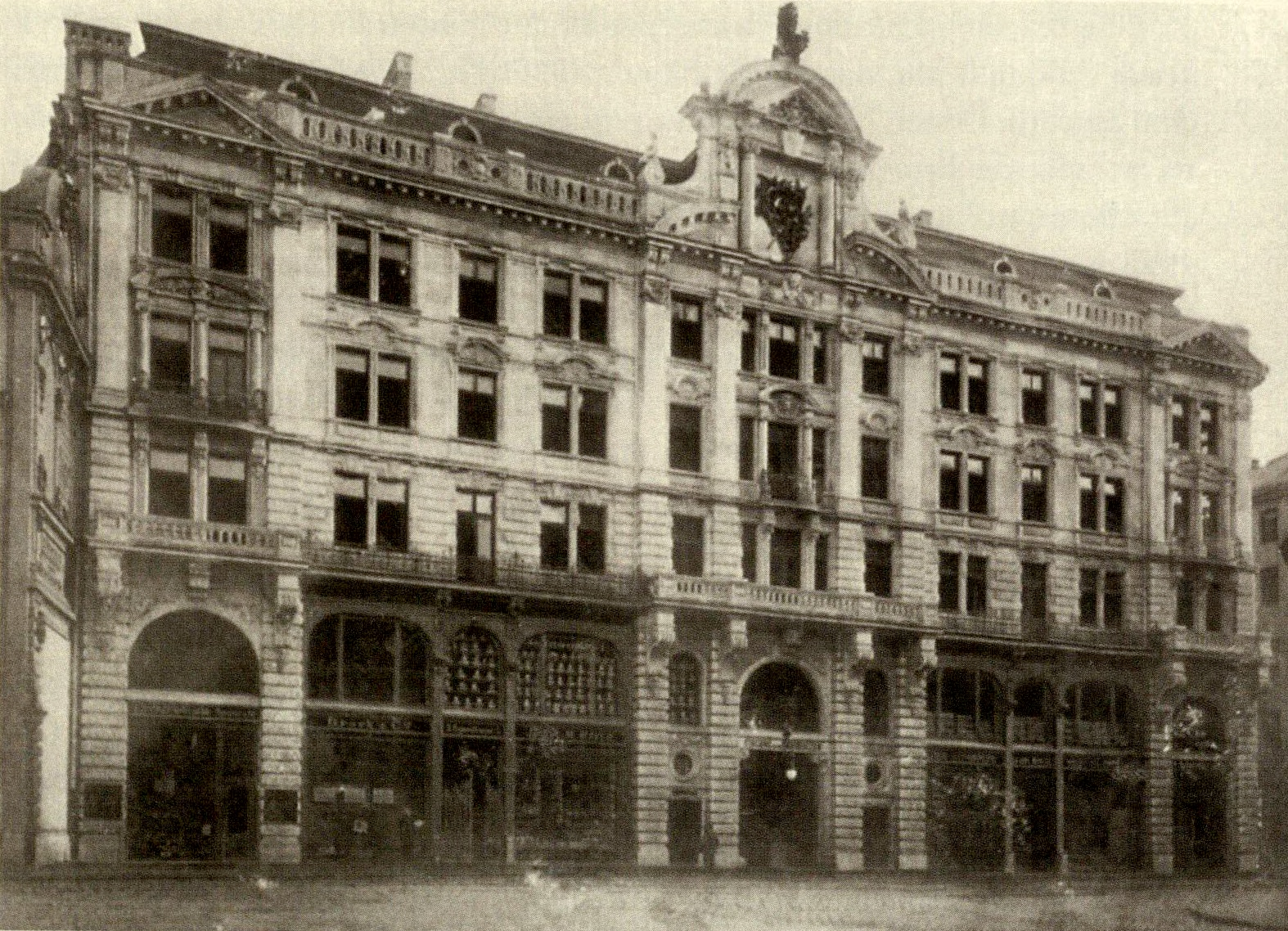
Brasserie Bayerischen Löwen (Les lions bavarois), devenue aujourd’hui le Mathäser, de l’architecte Exter, originaire de Munich, photographie prise en 1893 à Munich

La constitution des conseils d'ouvriers et de soldats (Arbeiter und Soldatenräte) dans le Mathäser, en novembre 1918, a marqué la naissance de la République des conseils de Munich. Après la Seconde Guerre mondiale, à côté des restaurants, un cinéma a été reconstruit, dans lequel ont été projetées de nombreuses premières. Le complexe fut ensuite totalement détruit pour laisser place au Mathäser Multiplex Kino, le 21 mai 2003.

## Histoire

### Origine du Mathäser

Logo de la marque Wort-Bild

La première brasserie ouvre en 1690 dans les locaux du Mathäser tel que nous le connaissons aujourd’hui, dans l’arrondissement de Ludwigsvorstadt, à Munich. En 1818, le brasseur Georg Hartl, propriétaire de la brasserie Zum Kleinen Löwengarten, sur l’ancienne Landsberger Straße (aujourd’hui la rue Bayerstraße), acquiert le Fuchsbräu, fondé au XVe siècle. Les années précédentes, Hartl avait déjà échangé et acheté des parcelles de terrain entourant le Löwengarten, et, de fait, sa propriété s’étendait presque déjà jusqu’au terrain qui allait devenir le Mathäser. Grâce aux prérogatives du Fuchsbräu, Hartl peut planifier la construction d’une nouvelle brasserie sur son terrain et la désaffectation de la première brasserie Fuchsbräu, située dans la ruelle du quartier Schwabing. La même année, il reçoit une concession pour l'ouverture de sa nouvelle brasserie, la Hartlischen Brauerei, dans le même périmètre que le Löwengarten, et en commence la construction. Le Löwengarten est au départ une brasserie, tenue par Hartl jusqu’à sa mort en 1825. Elle sera léguée à ses héritiers par la suite. De 1829 à 1832, c’est Max J. Boshart qui est à la tête de la Härtlische Brauhaus, avant qu’elle n’appartienne au Baugrafen (Comte du brassage) Theobald Graf von Buttler-Haimhausen jusqu’en 1844, et soit renommée Buttler-Bräu. La brasserie est ensuite donnée à bail par les héritiers du comte Buttler à Anton Köck de 1847 à 1855, puis à Ludwig Brey jusqu’en 1857. Enfin, en 1858, Georg Mathäser acquiert la propriété. Il ferme tout d’abord la brasserie pour ne garder qu’un établissement hôtelier. En 1872, il réintroduit la brasserie sous le nom Mathäser-Bräu. Après sa mort en 1874, sa veuve Anna Mathäser reprend les commandes de l’affaire. De 1874 à 1884, elle ajoute au nom Mathäser-Bräu l’ancien nom de la brasserie Zum bayerischen Löwen. En 1884, la brasserie devient la société par actions Zum bayerischen Löwen d'A. Mathäser et, en 1892, elle accueille la construction d’un nouveau bâtiment. Les anciens locaux de fabrication sont réaménagés en tavernes et August Exter construit une nouvelle aile donnant sur la rue, avec une façade représentative du style néo-Renaissance. De 1899 à 1900, l’entreprise de bâtiment Heilmann & Littmann agrandit la structure en construisant une salle à deux étages. La salle située à l’étage est équipée par Julius Mössel d’une voûte en berceau en bois et de peintures murales réalisées par celui-ci. En 1907, la Löwenbräu AG achète le Mathäser, déjà un établissement renommé de Munich, qu’elle fait agrandir en construisant trois tavernes, une salle des fêtes et une brasserie en plein air avec 4 000 places assises. Elle devient alors la plus grande brasserie du monde de l’époque.

### Quartier général de la révolution allemande à Munich 1918-1919

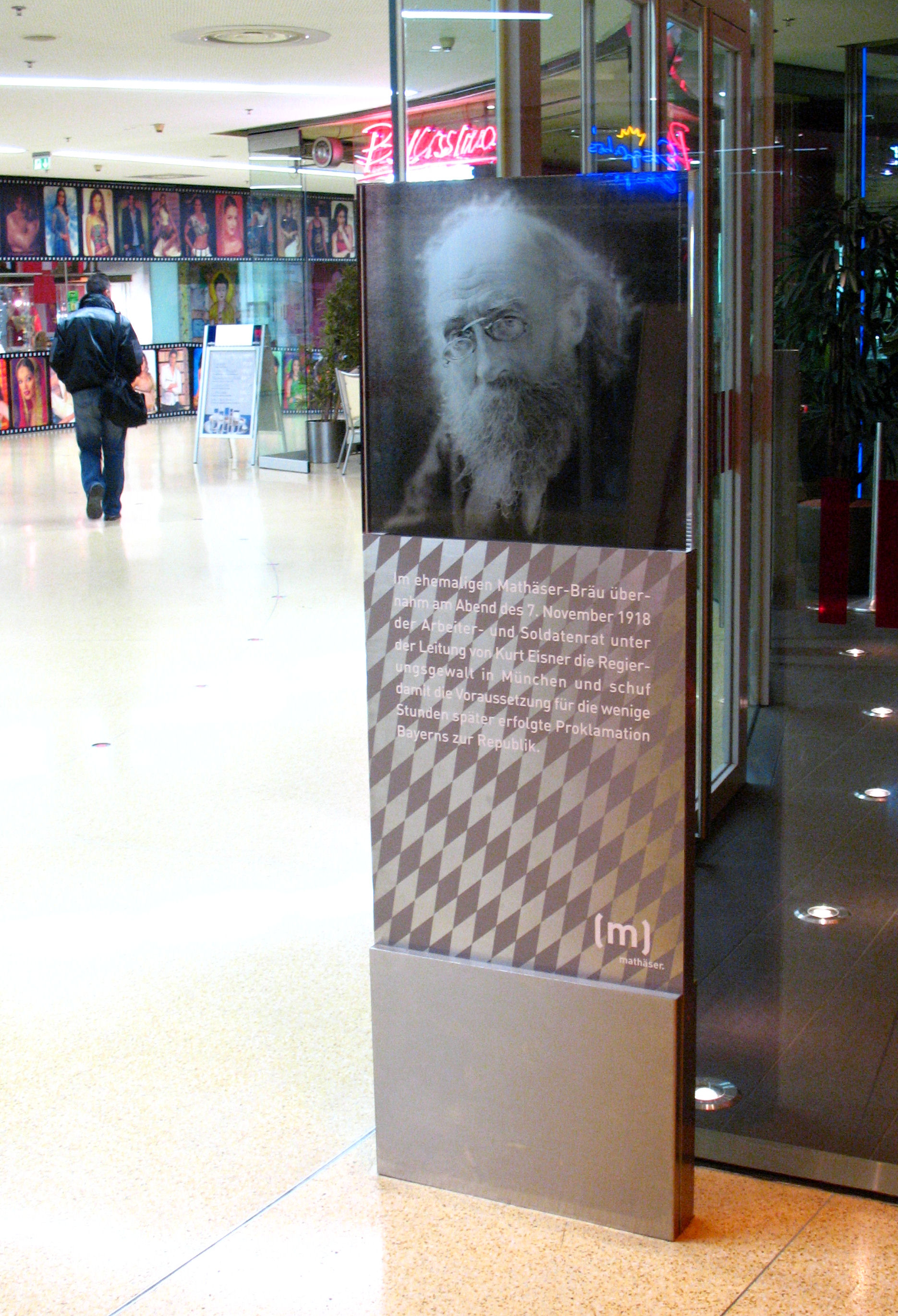
Stèle Kurt Eisner, à l’endroit où se tenait l’ancien Mathäserbräus

À la fin de la Première Guerre mondiale, un Conseil d'ouvriers et de soldats présidé par Kurt Eisner s’est constitué dans le Mathäser-Bräu dans la nuit du 7 au 8 novembre 1918. 

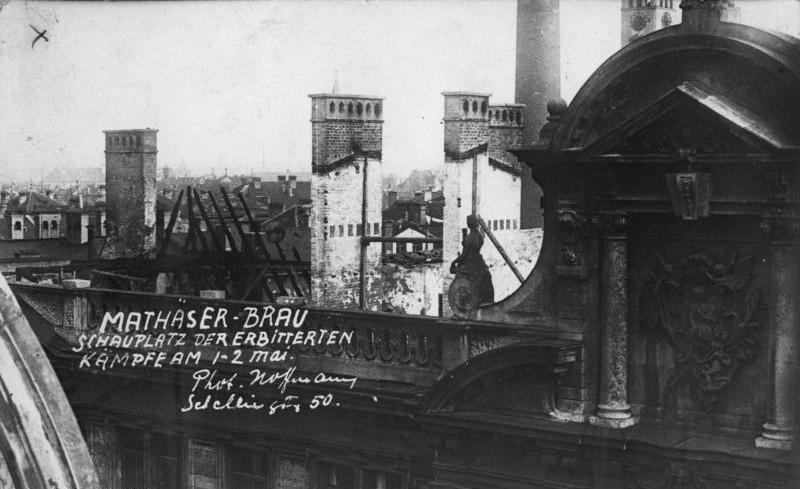
Archives fédérales 146-2006-0043, Révolution bavaroise, toit du Mathäser-Bräu

Cette date a marqué la naissance de la République des conseils de Munich (Münchner Räterepublik). L’emplacement du Mathäser a probablement été choisi pour son grand espace, sa popularité, et parce qu’il est situé au centre de la gare centrale, du palais des Wittelsbach, du siège du Parlement de Bavière, du ministère des Affaires étrangères, de la résidence de Munich et de la préfecture de police. Il a également servi par la suite de quartier général au mouvement révolutionnaire. Après l’échec de la révolution, le Mathäser est redevenu une brasserie.

### Oskar Maria Graf
L’artiste munichois Oskar Maria Graf a appelé à la Révolution en 1919 et a loué pour cela le Mathäser. Malheureusement, personne ne s’y est rendu.

### Le Russenmaß
Pour que les Conseils de soldats de l’Armée rouge (les communistes), qui occupaient le Mathäser, soient opérationnels plus longtemps, la bière blanche stockée au Mathäser était coupée à la limonade citronnée – d’où l’expression populaire « Russenmaß ».

### Après 1957: la «Mathäser-Bierstadt»
Pendant la Seconde Guerre mondiale, le Mathäser est complètement détruit par les bombardements aériens des Alliés. C’est seulement en décembre 1957 que le nouveau bâtiment Mathäser-Bierstadt est ouvert, occupant une superficie de 8 100 mètres carrés. L’architecte en chef des brasseries Löwen, Ernst Eckstein, a réalisé un édifice en béton armé de cinq étages, comportant deux pignons, le long de la Bayerstraße. Il abrite une galerie marchande où se trouvent la Bierstadt, avec 16 locaux équipés de façon totalement différente et pouvant accueillir plus de 5 000 clients, le Mathäser-Filmpalast (le 169e cinéma de Munich), avec un grand hall de 340 mètres carrés et une salle de cinéma pouvant accueillir 1 200 personnes, ainsi que la plus grande toile de peinture du pays, de vingt et un mètres, construite en huit ans et demi, 4 600 mètres carrés de commerces et de bureaux et un parking souterrain d’une capacité de 180 véhicules.
L’objectif du projet est clarifié dans un communiqué de presse : « [...] c’est volontairement que le Mathäser n’a pas été conçu comme ces bâtiments en verre éphémères à la mode, mais plutôt dans la tradition architecturale de nos espaces alpins. L’aspect intérieur et extérieur de l’édifice ne doit pas seulement plaire à quelques personnes, mais au plus grand nombre, et doit donner envie aux visiteurs de s’y promener. Il doit également attirer les étrangers qui visitent notre ville. »
La construction du Weißbierkeller et ses 500 places assises a été supervisée par le couple de gérants Reinbold. Le couple Georg et Rosa Reiss s’est quant à lui occupé de la construction du cinéma et des autres locaux : le Schwemme, situé à côté de l’entrée principale, avec sa cuisine en verre, visant à mettre les clients en appétit, offre 280 places, le Gewölbe 260 places, les salons Bartl, Soldaten, Tözler, Mathäser et Steyer-Hanns disposent en tout de 170 places, le Schänke de 30 places, l’Arkade de 130 places, le salon Schießstand de 27 places, le Bierhalle, le salon Munichois et le Zunftstüberl proposent en tout 1 055 places, la petite salle des fêtes peut recevoir 335 clients, la grande salle des fêtes possède quant à elle 1 450 places et, enfin, le Biergarten et les terrasses offrent respectivement 450 et 648 places.
L’aile donnant sur la Schlosserstraße mesurait 105 mètres de long et disposait d’une cave, d’un rez-de-chaussée et de deux étages. La grande salle des fêtes couvrait une superficie de 1 100 mètres carrés et disposait d’un balcon panoramique. Elle était également composée de plusieurs petites salles, de pièces voisines et de comptoirs, ainsi que d’une grande cuisine centrale. À cette époque, les gens étaient particulièrement fiers du premier lave-vaisselle moderne et totalement automatique d’Allemagne, qui pouvait nettoyer jusqu’à 20 000 assiettes et tasses en une heure, les faire briller et les laver à 80 °C. Le « nouveau » Mathäser disposait également de ses propres boucheries, de cinq cuisines et sept tavernes, et embauchait 470 employés. Dans la Bierstadt, on consommait en moyenne 52 000 litres de bière, 42 000 repas, 15 000 Weißwurst (saucisse blanche), 9 000 Bratwurst (saucisse grillée) et 22 000 paires de Schweinswürste (saucisses de porc) par semaine.
Le programme d’inauguration a lieu dans la salle des fêtes, du 21 décembre 1957 au 15 janvier 1958. En 1958, l’entreprise Filmtheaterbetriebe Georg Reiss remplace le Mathäser par le restaurant l’Oberbayern lors de l’Exposition universelle de Bruxelles. Pendant les 40 ans qui suivirent, de nombreuses fêtes de grande ampleur ont lieu à la Bierstadt. En 1962, la brasserie Löwenbrauerei organise une « fête de la bière bavaroise » à Bordighera, sur la Riviera ligure. L’évènement rencontre un franc succès et Bordighera offre en remerciement 5 000 œillets à la Bierstadt l’année suivante afin de décorer la salle des fêtes pour la « fête du printemps ». En 1968, la Löwenbräu AG impose la participation au pavillon allemand « Restaurant bavarois » sur le site de l’Exposition universelle de Montréal. Une succursale appelée le « Petit Münich » est ouverte à Montréal en 1969, puis rachetée à la fin des années 1980.
Sa taille fait du Mathäser-Filmpalast un cinéma très apprécié pour les premières. Le film d’ouverture de 1957 est Der Bettelstudent (L’étudiant pauvre). Avec l’arrivée de la télévision dans les foyers, l’époque des grands cinémas prend fin dans les années 1970. En 1978, l’entreprise Filmtheaterbetriebe Georg Reiss de Munich transforme le grand cinéma en un complexe cinématographique constitué de quatre salles. Après les travaux, le Mathäser est rouvert avec la projection du Convoi de Sam Peckinpah. La grande époque du film d’action hollywoodien en est alors à ses débuts. Avec ses 600 places, la salle A du Mathäser est encore la plus grande de Munich et de nombreuses premières y ont lieu. Jusqu’à la fermeture du restaurant, la grande salle des fêtes accueille des bals du cinéma allemand.

### Reconstruction en 1999

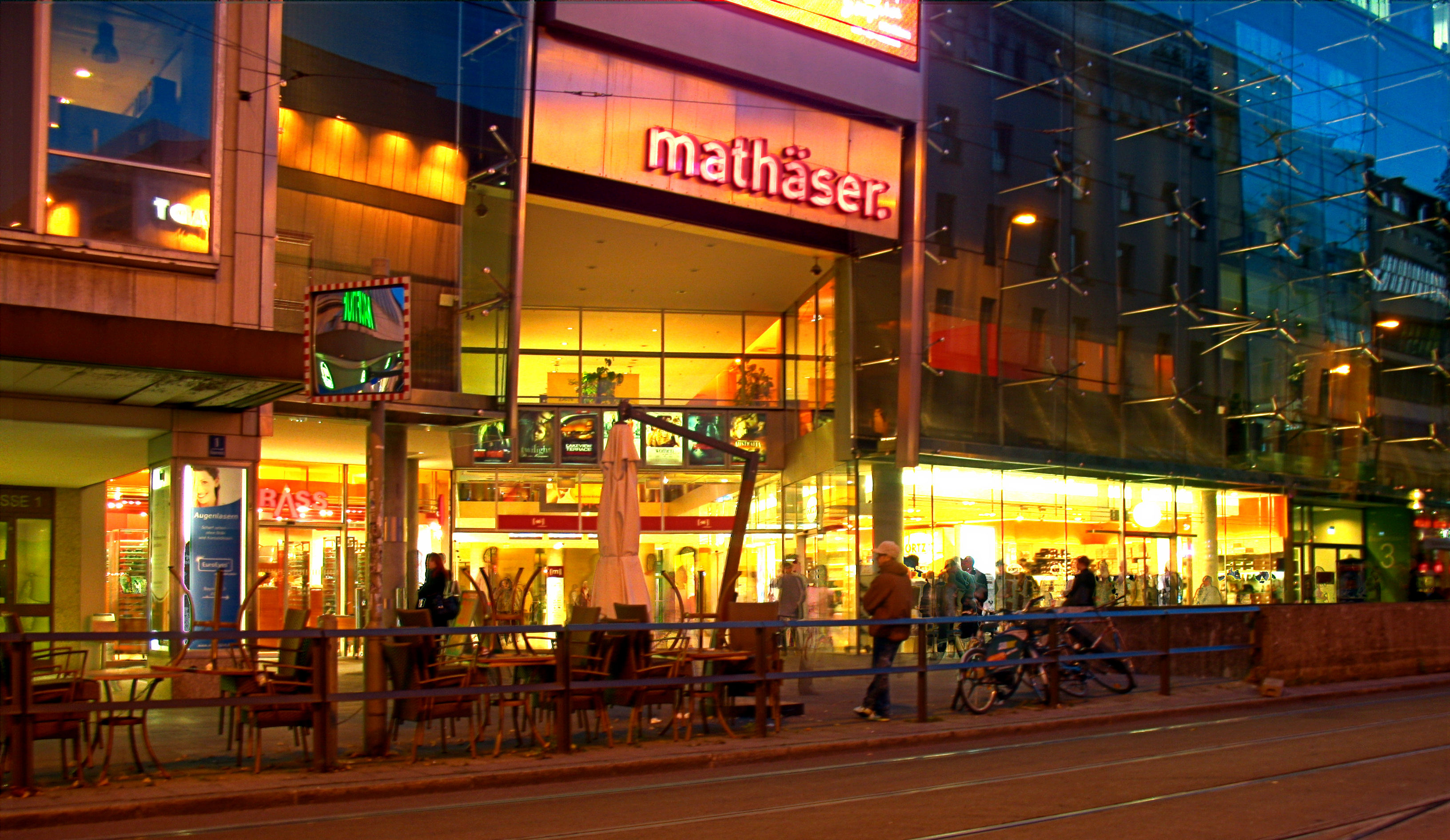
Passage devant le Mathäser de nuit, 2008

En 1996, après la dernière projection de Mars Attacks!, le cinéma et la Bierstadt sont tous les deux fermés, puis rasés en 1998. La reconstruction commence en 1999 sous la direction de la Deutscher Herold Lebensversicherung AG, filiale du Zurich Group Invest Europe (Deutschland) GmbH. Après quatre ans de travaux, Matrix Reloaded est projeté le 21 mai 2003 dans les 14 salles du nouveau multiplexe, capable d’accueillir 4 283 spectateurs. Le bâtiment est conçu comme un centre commercial, un centre d’affaires et un lieu de divertissement par le cabinet d’architecture Lanz Architekten. Le groupe Kinopolis dirige le Mathäser Filmpalast, où ont lieu de nombreuses premières et évènements comme la cérémonie d’ouverture du Festival du film de Munich, le festival du cinéma asiatique et le Munich International Short Film Festival, un festival anglophone. Avec la construction de ce nouveau multiplexe comportant 14 salles, les cinémas proches voient leurs recettes diminuer fortement et certains, les Karlsplatz-Kinos par exemple, sont même contraints de fermer.
Le bâtiment couvre une surface de 33 400 m2, qui a coûté environ 175 millions d’euros. Aujourd’hui habillée d’un mur de verre d’un seul tenant, sa façade sobre donne sur la Bayerstraße. Le mur de lumière contrôlé par ordinateur forme un espace publicitaire impressionnant, qu’il est impossible de manquer. La façade finement articulée visible depuis l’étroite Schlosserstraße se caractérise par la forme régulière des escaliers de secours et des parois de protection en treillis métallique, aussi hautes que les bâtiments environnants.
Les espaces librement divisibles consacrés aux commerces et à la restauration sont directement reliés au cinéma. Que ce soit par la U-Bahn ou la S-Bahn à Karlsplatz-Stachus ou en passant par la Bayerstraße, le visiteur se trouve immédiatement au cœur du bâtiment : la rotonde centrale. Il peut alors se rendre aux salles de cinéma réparties sur trois étages en empruntant les escalators.

### Salles de cinéma

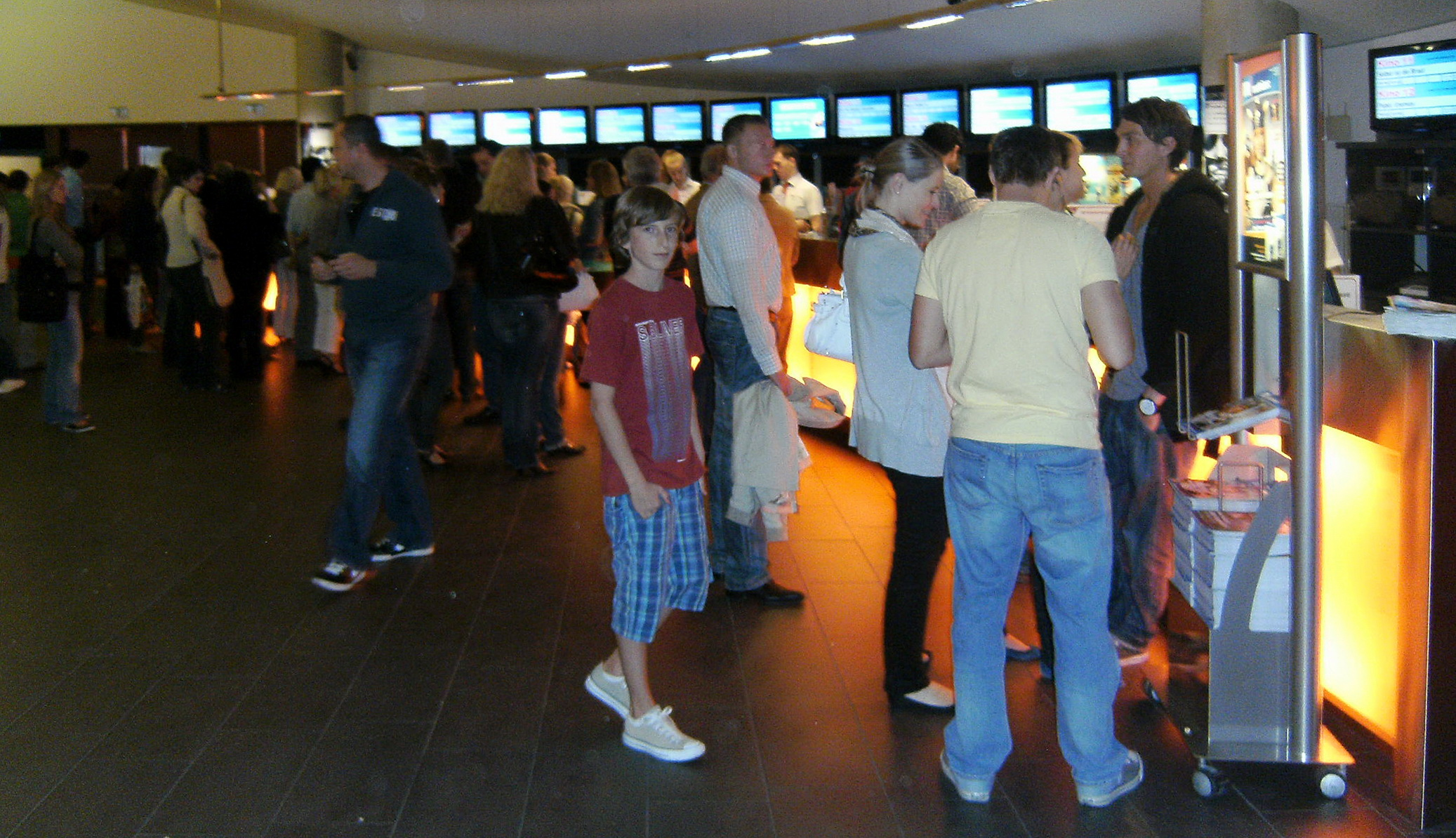
Caisses du cinéma Mathäser

Le Mathäser-Filmpalast compte 14 salles de cinéma :
| Nom     | Fauteuils | Fauteuils pour PMR | Système sonore (avant la projection numérique)        | Système sonore (actuel, salles numérisées) | Dimensions de l’écran | Certification THX |
| ------- | --------- | ------------------ | ----------------------------------------------------- | ------------------------------------------ | --------------------- | ----------------- |
| Kino 1  | 375       | 2                  | Dolby Digital, DTS                                    | Dolby Digital 5.1                          | 15,8 × 6,6 m          | Non               |
| Kino 2  | 335       | 2                  | Dolby Digital, DTS                                    | Dolby Digital 5.1                          | 15,6 × 6,5 m          | Non               |
| Kino 3  | 236       | 2                  | Dolby Digital, DTS                                    | Dolby Digital 5.1                          | 11,5 × 6,2 m          | Non               |
| Kino 4  | 162       | 2                  | Dolby Digital, DTS                                    | Dolby Digital 5.1                          | 10,6 × 5,7 m          | Non               |
| Kino 5  | 141       | 2                  | Dolby Digital, DTS                                    | Dolby Digital 5.1                          | 11,2 × 4,7 m          | Non               |
| Kino 6  | 829       | 10                 | Dolby Digital, Dolby Digital Surround EX, DTS, SDDS-8 | Dolby Digital 5.1                          | 20,6 × 8,6 m          | Oui               |
| Kino 7  | 220       | 2                  | Dolby Digital, DTS                                    | Dolby Digital 5.1                          | 13,0 × 5,5 m          | Non               |
| Kino 8  | 241       | 2                  | Dolby Digital, DTS                                    | Dolby Digital 5.1                          | 13,2 × 5,5 m          | Non               |
| Kino 9  | 443       | 2                  | Dolby Digital, Dolby Digital Surround EX, DTS, SDDS-6 | Dolby Digital 5.1                          | 15,3 × 6,15 m         | Non               |
| Kino 10 | 374       | 2                  | Dolby Digital, DTS                                    | Dolby Digital 5.1                          | 15,8 × 6,6 m          | Non               |
| Kino 11 | 334       | 2                  | Dolby Digital, DTS                                    | Dolby Digital 5.1                          | 15,6 × 6,6 m          | Non               |
| Kino 12 | 230       | 2                  | Dolby Digital, DTS                                    | Dolby Digital 5.1                          | 11,9 × 5,0 m          | Non               |
| Kino 13 | 162       | 2                  | Dolby Digital, DTS                                    | Dolby Digital 5.1                          | 11,5 × 4,8 m          | Non               |
| Kino 14 | 142       | 2                  | Dolby Digital, DTS                                    | Dolby Digital 5.1                          | 11,1 × 4,7 m          | Non               |